# Zygaena transalpina
Zygène transalpine
Espèce
Zygaena transalpina, la Zygène transalpine, est une espèce d'insectes lépidoptères de la famille des Zygaenidae et de la sous-famille des Zygaeninae.

## Description
Les ailes antérieures sont d'un vert bleuâtre luisant, ou d'un noir bleu, avec six taches d'un rouge carmin (chez quelques individus de l'un et l'autre sexe, les taches ne sont qu'au nombre de cinq); les deux taches de la base sont ovales, le dessus et le dessous des ailes postérieures sont d'un rouge carmin, avec une bordure d'un bleu noir, sinuée à son côté interne et garnie d'une frange un peu plus foncée, que l'on voit aussi aux ailes antérieures.
Le dessous des ailes antérieures est d'un bleu noir clair, et présente les mêmes taches que le dessus.

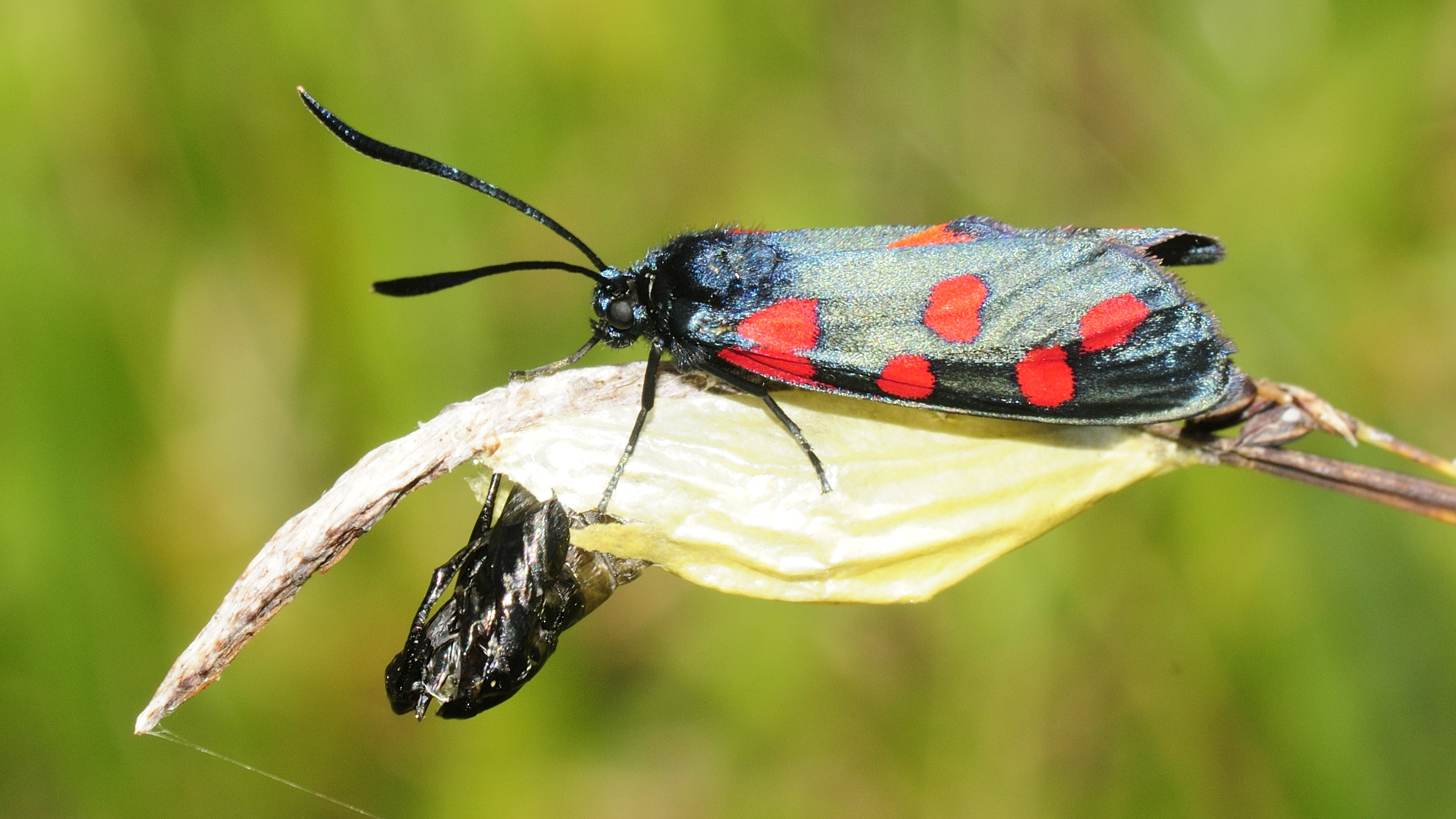
Profil
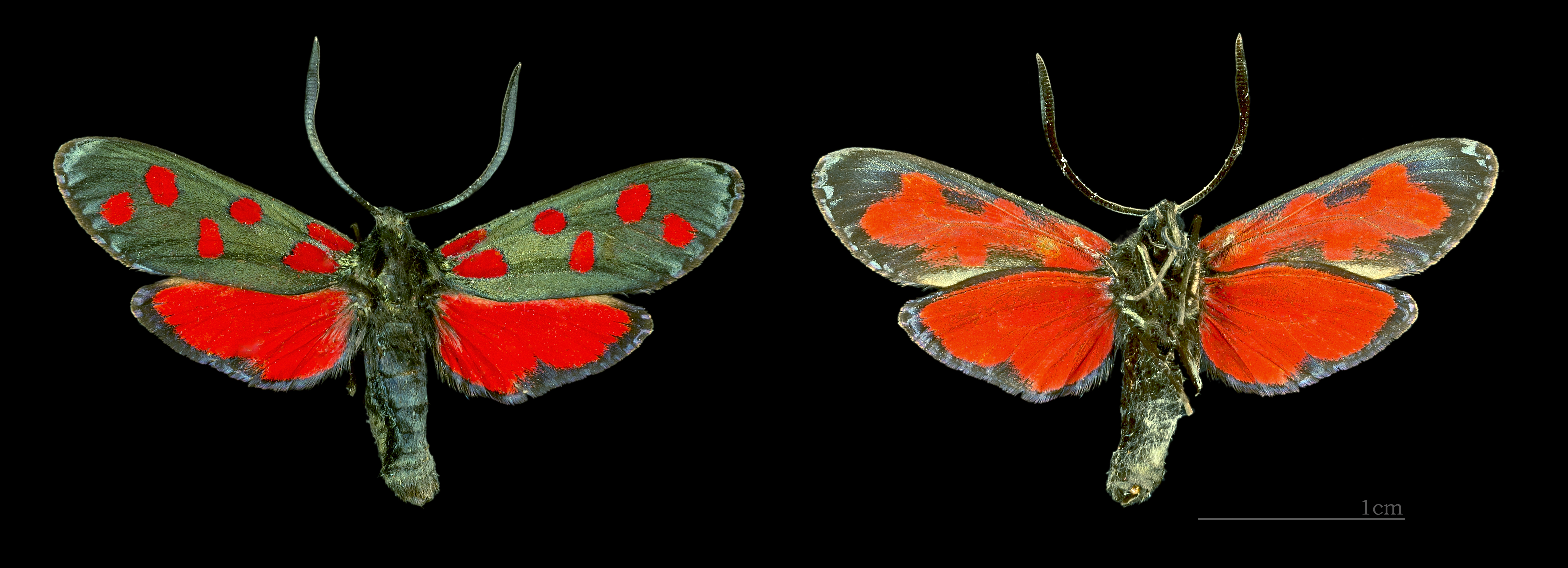
Les deux faces - Muséum de Toulouse

## Biologie
Les plantes-hôtes de la chenille sont des Fabacées des genres Hippocrepis, Lotus, parfois Astragalus.

## Répartition et habitat
Répartition
Europe, pratiquement toute la France sauf massif armoricain, absente de Corse. Cette espèce se trouve plus fréquemment à plus de 2 000 mètres d'altitude dans les Alpes, dans les Alpes italiennes, en Italie, à l'exception de la Sicile et de la côte Adriatique.
Habitat
La Zygène transalpine se rencontre dans les climats chauds et secs, en particulier les prairies sèches, mais également sur les prairies fleuries, en altitude plus élevée.

## Toxicité
C'est un papillon aposématique, car il se signale par ses couleurs comme toxique aux prédateurs comme les oiseaux et les lézards. En cas d'attaque il émet un liquide contenant du cyanure.

## Systématique
L’espèce a été décrite par l'entomologiste allemand Eugen Johann Christoph Esper en 1780 sous le nom initial de Sphinx transalpina.

### Synonymie
- Sphinx transalpina Esper, 1780  Protonyme
- Sphinx ratisbonica Scheven, 1782
- Sphinx astragali Borkhausen, 1793
- Sphinx hippocrepidis Hübner, 1799
- Zygaena alpina Boisduval, 1834
- Zygaena xanthographa Germar, 1835
- Zygaena maritima Oberthür, 1898

### Taxinomie
Le genre Zygaena est subdivisé en trois sous-genres, l'espèce décrite fait partie du sous-genre Zygaena (Zygaena)
Liste de sous-espèces
- Zygaena transalpina transalpina
- Zygaena transalpina alpina Boisduval, 1834
- Zygaena transalpina altitudinaria Turati, 1910
- Zygaena transalpina annae Aistleitner, 1979
- Zygaena transalpina astragali (Borkhausen, 1793)
- Zygaena transalpina bavarica  Burgeff, 1922
- Zygaena transalpina centralis  Oberthur, 1907
- Zygaena transalpina centricataloniae  Burgeff, 1926
- Zygaena transalpina centripyrenaea  Burgeff, 1926
- Zygaena transalpina collina  Burgeff, 1926
- Zygaena transalpina curtisi  Tremewan, 1961
- Zygaena transalpina dufayi  Dujardin, 1965
- Zygaena transalpina emendata  Verity, 1916
- Zygaena transalpina gulsensis  Daniel, 1954
- Zygaena transalpina helvetica  Bethune-Baker & Rothschild, 1921
- Zygaena transalpina hilfi  Reiss, 1922
- Zygaena transalpina hippocrepidis  Hübner, 1799
- Zygaena transalpina intermedia  Rocci, 1914
- Zygaena transalpina jugi  Burgeff, 1926
- Zygaena transalpina latina  Verity, 1920
- Zygaena transalpina maritima  Oberthur, 1898
- Zygaena transalpina marujae  Tremewan & Manley, 1965
- Zygaena transalpina miltosa  Candeze, 1883
- Zygaena transalpina philippsi  Romei, 1927
- Zygaena transalpina provincialis  Oberthur, 1907
- Zygaena transalpina pseudoalpina  Turati, 1910
- Zygaena transalpina rupicola  Rocci, 1936
- Zygaena transalpina sorrentinaeformis  Rocci, 1938
- Zygaena transalpina splugena  Burgeff, 1926
- Zygaena transalpina subalticola  Rocci, 1918
- Zygaena transalpina tenuissima  Burgeff, 1914
- Zygaena transalpina tilaventa  Holik, 1935
- Zygaena transalpina xanthographa  Germar, 1836